# Estate e fumo
Estate e fumo (Summer and Smoke) è un film del 1961 diretto da Peter Glenville e tratto dal dramma omonimo di Tennessee Williams.
È stato presentato in concorso alla Mostra del cinema di Venezia.

## Riconoscimenti
Il film ha ricevuto quattro nomination ai Premi Oscar 1962. Geraldine Page, candidata all'Oscar, ha vinto il Golden Globe e il National Board of Review Award. Pamela Tiffin ebbe una nomination al Golden Globe come migliore attrice debuttante.
Nel 1961 il National Board of Review of Motion Pictures l'ha inserito nella lista dei migliori dieci film dell'anno.